# Barone Strange
Barone Strange è un titolo baronale nella Paria d'Inghilterra. Il titolo ebbe due creazioni, una nel 1295 e una nel 1325, dove entrambe ebbero un solo detentore del titolo per poi estinguersi. Altre due creazioni, invece, portano il titolo che ancora oggi sopravvive in due rami.

## Storia

### Creazione del 1295
La prima creazione del titolo avvenne nel 1295 quando Roger le Strange venne convocato al Model Parliament come Lord Strange. Alla sua morte nel 1311 il titolo si estinse.

### Creazione del 1299
La seconda creazione del titolo avvenne nel 1299 quando John le Strange venne convocato alla Camera dei Lords come Lord Strange. Questa creazione viene spesso definita in maniera completa col titolo di Barone Strange de Knokyn o Baron Strange di Knokyn (alternativamente Knokin o Knockin). Joan le Strange, il nono detentore del titolo, sposò George Stanley, IX barone Strange, figlio di Thomas Stanley, I conte di Derby, che venne convocato in parlamento come Lord Strange. Il figlio della coppia, Thomas, succedette sia come secondo conte di Derby che come decimo barone Strange.
I titoli rimasero uniti sino alla morte del pronipote, il quinto conte e tredicesimo barone, nel 1594. La contea a quel punto venne ereditata dal fratello minore, che divenne il sesto conte, mentre la baronìa Strange (assieme a quelle di Mohun, Dunster e Stanley) passarono in abbandono tra le tre figlie del conte, Anne, Frances e Elizabeth (anche se erroneamente il sesto conte di Derby assunse anche il titolo di barone Strange - vedi poi). La baronìa Strange rimase in abbandono per i successivi 327 anni.
L'abbandono venne terminato nel 1921 in favore di Elizabeth Frances Philipps, viscontessa St Davids, che divenne la quattordicesima baronessa. Ella era la seconda moglie di John Philipps, I visconte St Davids. In quello stesso anno ella ottenne anche le baronìe di Hungerford e di de Moleyns. Alla sua morte nel 1974 i titoli vennero ereditati da suo figlio, il quindicesimo barone Strange, che già era succeduto al padre come secondo visconte St Davids. Attualmente il titolo è detenuto dal secondo nipote del visconte, il quarto visconte e diciassettesimo barone Strange.

### La creazione del 1325
La terza creazione del titolo avvenne nel 1325 quando sir Eubulus le Strange venne convocato in parlamento come Lord Strange. Ad ogni modo il titolo si estinse alla sua morte nel 1335.

### La creazione del 1628
William Stanley, VI conte di Derby, senza averne diritto, assunse la baronìa Strange creata nel 1299 alla morte del fratello maggiore, il quinto conte, nel 1594. Nel 1628 suo figlio ed erede, James Stanley, venne convocato alla Camera dei Lords e riconosciuto Lord Strange con un writ of acceleration. Quando si scoprì che il padre erroneamente aveva assunto a suo tempo la baronìa, venne resa pubblica l'esistenza di due baronìe con il medesimo titolo, una creata nel 1299 ed ancora in stato di abbandono, ed un'altra creata "accidentalmente" nel 1628, ma i due titoli continuarono ad esistere in maniera indipendente.
I titoli rimasero uniti sino alla morte del nono conte e terzo barone, nel 1702. La contea a quel punto venne ereditata dal fratello minore dell'ultimo conte, il decimo conte, mentre la baronìa passò in abbandono tra le due figlie del conte, Henrietta ed Elizabeth. Alla morte di Elizabeth nel 1714, l'abbandono venne terminato ed il titolo venne riconosciuto ad Henrietta, che divenne la quarta baronessa di questa creazione. In prime nozze ella aveva sposato John Annesley, IV conte di Anglesey, ed alla sua morte si era risposata con John Ashburnham, I conte di Ashburnham. Lady Strange venne succeduta dalla figlia avuta da questo secondo matrimonio, Henrietta Bridget, che divenne così quinta baronessa. Ad ogni modo quest'ultima morì giovane, senza essersi sposata e senza eredi e pertanto il titolo passò al suo prozio, il decimo conte di Derby, che divenne anche sesto barone Strange.
Lord Derby non ebbe figli e venne succeduto nella baronìa dal suo primo cugino James Murray, II duca di Atholl, che divenne anche settimo barone Strange. Egli era nipote di lady Amelia Anne Sophia Stanley, figlia di James Stanley, VII conte di Derby. Alla sua morte il ducato e la baronìa si separarono. Nel ducato venne succeduto da suo nipote, John Murray, III duca di Atholl, mentre la baronìa passò a sua figlia Charlotte, ottava baronessa. Ella sposò il suo primo cugino, il terzo duca di Atholl ed i titoli quindi si riunirono col figlio della coppia, il quarto duca e nono barone. Nel 1786 egli venne creato Conte Strange e Barone Murray di Stanley nella Parìa di Gran Bretagna. Il ducato e la baronìa rimasero unite sino alla morte del nono duca e quattordicesimo barone nel 1957 (vedi Duca di Atholl).
La baronìa Strange rimase abbandonata tra i rappresentanti delle tre figlie del quarto duca di Atholl, Charlotta, Amelia Sophia e Elizabeth. Per decreto della regina l'abbandono venne terminato nel 1965 in favore di John Drummond di Megginch, che divenne quindicesimo barone. Egli era nipote di lady Charlotte e del suo secondo marito, l'ammiraglio sir Adam Drummond di Megginch. Ad ogni modo, alla morte di questi nel 1982, la parìa venne ancora una volta abbandonata questa volta tra le sue tre figlie. Nel 1986 il titolo venne concesso alla maggiore di queste, Cherry, che divenne quindi la sedicesima baronessa. Ella era moglie del capitano Humphrey ap Evans (1922–2009), che assunse con la moglie il cognome di Drummond di Megginch con decreto di Lord Lyon nel 1965. Lady Strange fu uno dei pari che ottennero di rimanere alla Camera dei Lords dopo il passaggio dell'House of Lords Act 1999. Alla sua morte nel 2005 il titolo venne ereditato da suo figlio primogenito, il diciassettesimo barone ed attuale detentore del titolo.

## Baroni Strange, prima creazione (1295)
- Roger le Strange, I barone Strange (m. 1311)

## Baroni Strange (de/of Knockin), seconda creazione (1299)
- John le Strange, I barone Strange (c. 1254–1309)
- John le Strange, II barone Strange (c. 1282–1311)
- John le Strange, III barone Strange (c. 1297–1323)
- Roger le Strange, IV barone Strange (1301–1349)
- Roger le Strange, V barone Strange (c. 1327–1382)[1]
- John le Strange, VI barone Strange (c. 1350–1397)
- Richard le Strange, VII barone Strange (1381–1449)
- John le Strange, VIII barone Strange (c. 1440–1477)
- Joan le Strange, IX baronessa Strange (c. 1460–1514)
  - George Stanley, IX barone Strange (de jure uxoris) (1460–1503)
- Thomas Stanley, II conte di Derby, X barone Strange (m. 1521)
- Edward Stanley, III conte di Derby, XI barone Strange (c. 1508–1572)
- Henry Stanley, IV conte di Derby, 12th Baron Strange (1531–1593)
- Ferdinando Stanley, 5th Earl of Derby, XIII barone Strange (1559–1594) (abbandonato nel 1594)
- Elizabeth Frances Philipps, XIV baronessa Strange (1884–1974) (dal 1921)
- Jestyn Reginald Austen Plantagenet Philipps, II visconte St Davids, XV barone Strange (1917–1991)
- Colwyn Jestyn John Philipps, III visconte St Davids, XVI barone Strange (1939–2009)
- Rhodri Colwyn Philipps, IV visconte St Davids, XVII barone Strange (n. 1966)

## Baroni Strange, terza creazione (1325)
- Eubulus le Strange, I barone Strange (m. 1335)

## Baroni Strange, quarta creazione (1628)
Questa baronìa venne creata "erroneamente" nel 1628, confondendo lord Derby con i pretendenti dell'antica baronìa Strange di Knockin (creata nel 1299). Vedi sopra per maggiori dettagli.
- James Stanley, VII conte di Derby, I barone Strange (1607–1651)
- Charles Stanley, VIII conte di Derby, II barone Strange (1628–1672)
- William Richard George Stanley, IX conte di Derby, III barone Strange (1655–1702) (abbandonato nel 1702)
- Henrietta Stanley, IV baronessa Strange (m. 1718) (divenne l'unica erede nel 1714)
- Henrietta Ashburnham, V baronessa Strange (m. 1732)
- James Stanley, X conte di Derby, VI barone Strange (1664–1736)
- James Murray, II duca di Atholl, VII barone Strange (1690–1764)
- Charlotte Murray, VIII baronessa Strange (c. 1731–1805)
- John Murray, IV duca di Atholl, IX barone Strange (1755–1830)
- John Murray, V duca di Atholl, X barone Strange (1778–1846)
- George Augustus Frederick John Murray, VI duca di Atholl, XI barone Strange (1814–1864)
- John James Hugh Henry Stewart-Murray, VII duca di Atholl, XII barone Strange (1840–1917)
- John George Stewart-Murray, VIII duca di Atholl, XIII barone Strange (1871–1942)
- James Thomas Stewart-Murray, IX duca di Atholl, XIV barone Strange (1879–1957) (abbandonato nel 1957)
- John Drummond, XV barone Strange (1900–1982) (dal 1965; abbandonato nel 1982)
- (Jean) Cherry Drummond of Megginch, XVI baronessa Strange (1928–2005) (dal 1986)
- Adam Humphrey Drummond of Megginch, XVII barone Strange (n. 1953)

L'erede apparente è il figlio dell'attuale detentore del titolo, John Adam Humphrey Drummond (n. 1992).
Il titolo venne utilizzato anche per James Stanley, Lord Strange (1716–1771), Cancelliere del Ducato di Lancaster. Egli era figlio di Edward Stanley, XI conte di Derby, che (a differenza del decimo conte) non portò il titolo di barone Strange.